# Oskars Gudramovičs
Oskars Gudramovičs, né le 4 juillet 1988 à Riga (Lettonie), est un lugeur letton.

## Biographie
Il fait ses débuts internationaux lors de la saison 2006-2007, se spécialisant dans le double avec Pēteris Kalniņš. En tant que junior, il remporte deux médailles de bronze aux championnats du monde de la catégorie en 2007 et 2008.
Il obtient son premier podium en Coupe du monde en janvier 2016 à Sigulda.
Il a participé à deux éditions des Jeux olympiques : celle de 2010 à Vancouver où il termine 12e et celle de 2014 où il est 10e.

## Palmarès

### Coupe du monde
- Meilleur classement général : 11e en 2016.
- 2 podiums en double.